# オルゴニシュタ・オルガ

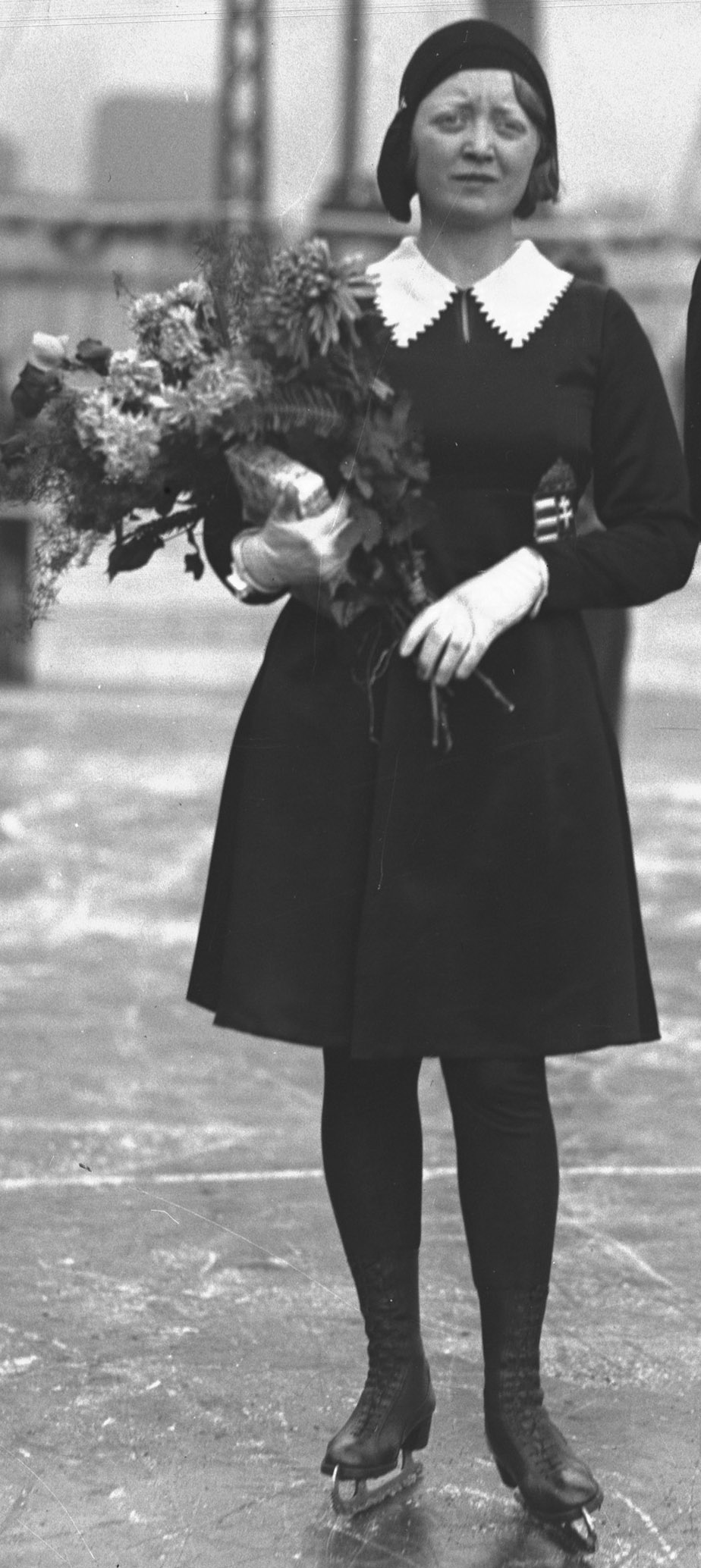
1930年のオルゴニシュタ・オルガ

オルゴニシュタ・オルガ（ハンガリー語: Orgonista Olga, 1901年2月22日 - 1978年11月20日）は、ハンガリー出身の女性フィギュアスケート選手(ペア)。
1932年レークプラシッドオリンピックハンガリー代表。1930年、1931年ヨーロッパフィギュアスケート選手権優勝。パートナーはサライ・シャーンドル。

## 経歴
- 1930年、1931年ヨーロッパフィギュアスケート選手権で優勝を果たす。
- 1932年レークプラシッドオリンピックに出場し4位。同年の世界フィギュアスケート選手権で4位となり引退。

## 主な戦績
| 大会/年      | 1928-29 | 1929-30 | 1930-31 | 1931-32 |
| ------------ | ------- | ------- | ------- | ------- |
| オリンピック |         |         |         | 4       |
| 世界選手権   | 3       |         | 2       | 4       |
| 欧州選手権   |         | 1       | 1       |         |